# Reprezentacja Macedonii Północnej w piłce siatkowej mężczyzn
Reprezentacja Macedonii Północnej w piłce siatkowej mężczyzn – reprezentacja narodowa w piłce siatkowej założona w 1993 roku, występująca na arenie międzynarodowej od 1993 roku, czyli od powstania Macedońskiego Związku Piłki Siatkowej. Od 1993 roku jest członkiem FIVB i CEV. Za jej funkcjonowanie odpowiedzialny jest Odbojkarska Federatsija Na Makedonija (OFNM). W 2019 zadebiutuje na mistrzostwach Europy w piłce siatkowej mężczyzn rozgrywanych we Francji, Holandii, Słowenii i Belgii.

## Skład reprezentacji Macedonii Północnej naLigę Europejską 2023[1]
| Nr | Imię i nazwisko          | Data urodzenia | Wzrost | Pozycja      |
| -- | ------------------------ | -------------- | ------ | ------------ |
| 2  | Ǵorǵi Ǵorǵiew            | 22.05.1992     | 197 cm | rozgrywający |
| 4  | Nikoła Ǵorǵiew (kapitan) | 23.07.1988     | 196 cm | atakujący    |
| 5  | Wlado Milew              | 1987           | 195 cm | przyjmujący  |
| 6  | Darko Angelowski         | 04.02.1994     | 180 cm | libero       |
| 7  | Sławe Nakow              | 25.08.1994     | 194 cm | środkowy     |
| 8  | Aleksandar Ljaftow       | 15.08.1990     | 198 cm | przyjmujący  |
| 9  | Filip Lepidowski         | 05.12.2002     | 199 cm | środkowy     |
| 11 | Filip Despotowski        | 02.07.1986     | 194 cm | rozgrywający |
| 14 | Iwan Andonow             | 22.10.1989     | 198 cm | środkowy     |
| 15 | Filip Madjunkow          | 18.03.1996     | 199 cm | środkowy     |
| 16 | Stojan Iliew             | 03.03.1999     | 190 cm | przyjmujący  |
| 17 | Luka Kostikj             | 12.10.2001     | 198 cm | przyjmujący  |
| 18 | Wase Michajłow           | 15.09.1986     | 198 cm | libero       |
| 20 | Filip Sawowski           | 04.08.2002     | 206 cm | środkowy     |

## Rozgrywki międzynarodowe
Liga Europejska:
- 2014 – 4. miejsce
- 2015 – 2. miejsce
- 2016 – 2. miejsce
- 2017 – 2. miejsce
- 2023 – 11. miejsce

Srebrna Liga Europejska:
- 2018 – 4. miejsce
- 2021 – 2. miejsce
- 2022 – 3. miejsce

Mistrzostwa Europy:
- 2019 – 17. miejsce
- 2021 – 23. miejsce
- 2023 – 16 miejsce